# Saxifraga aspera
Saxifraga aspera es una especie del género Saxifraga. Tiene dos subespecies, Saxifraga aspera subsp. aspera y Saxifraga aspera subsp. micrantha. Es una planta de la tundra ártica y también se encuentra en Europa a una altitud moderada en los Alpes, Pirineos y norte de los Apeninos.

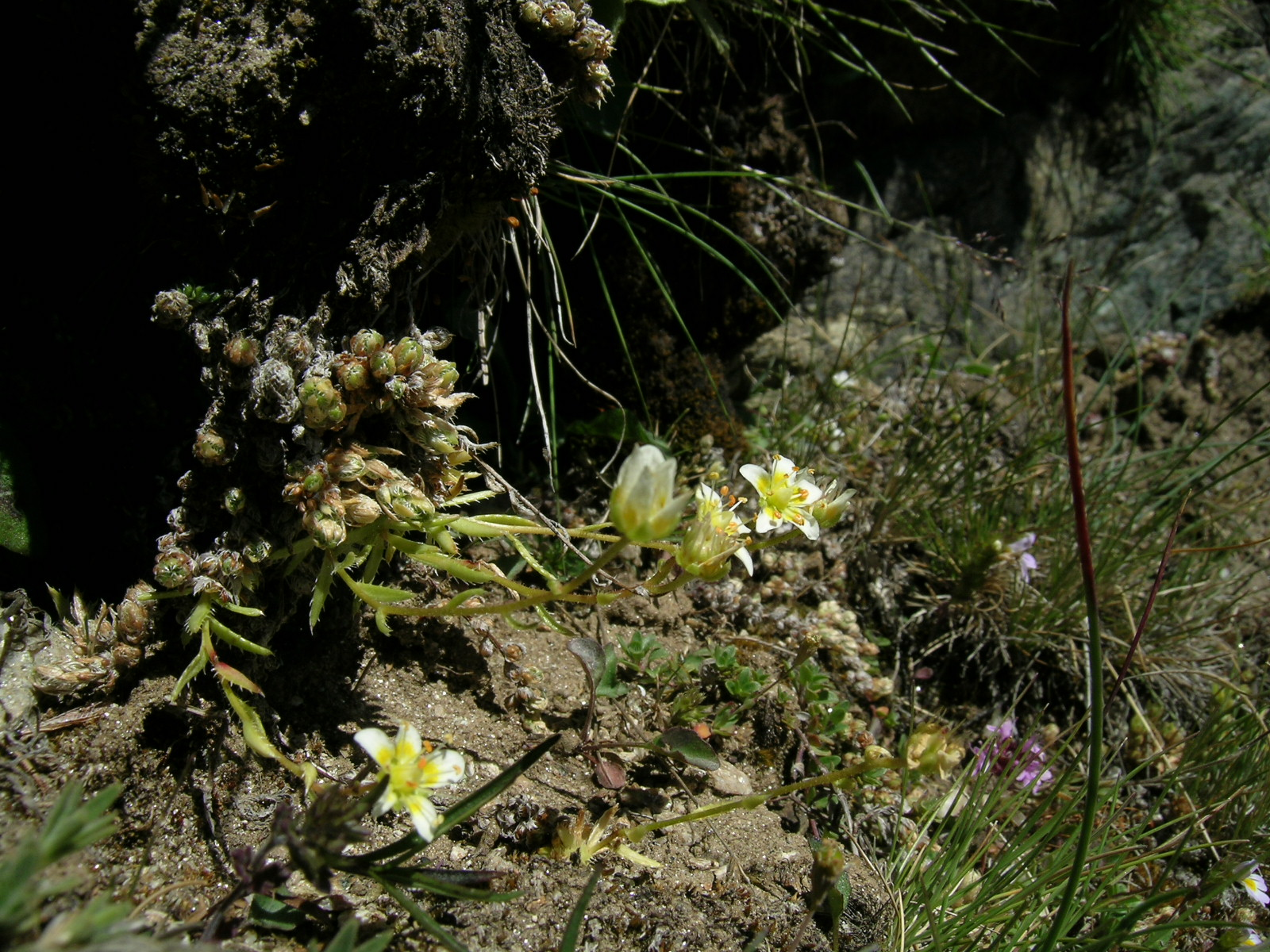
En su hábitat

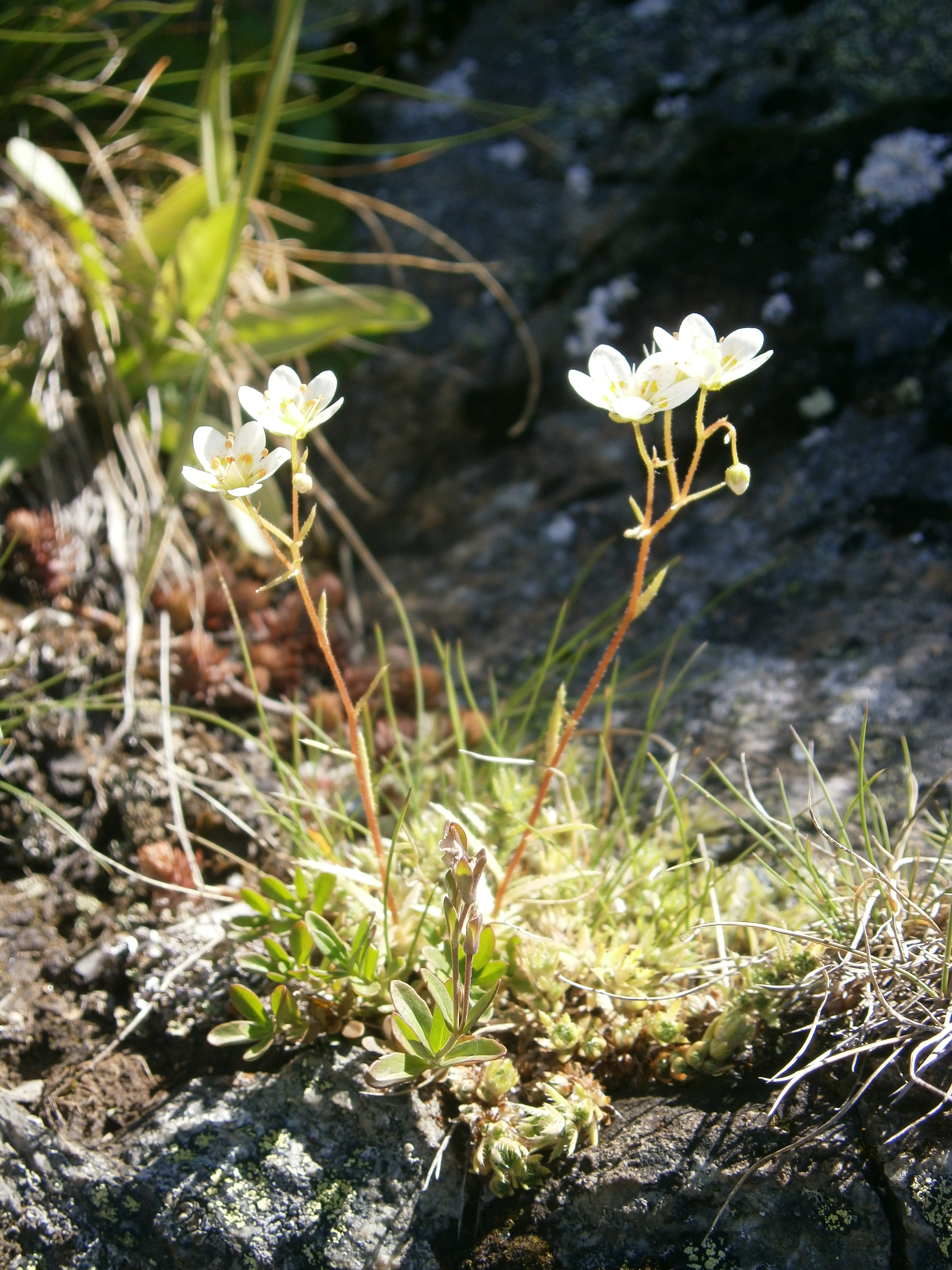
Vista de la planta

## Descripción
Es una hierba perenne con rosetas cortas, con mechón insertado, son basales y crecen en grupos pequeños y sueltos hasta una altura de unos 5 centímetros. Los márgenes de las hojas que son lanceoladas lineares están bordeadas con cortos pelos erizados que da a la planta un aspecto rugoso. Las yemas foliáceas en las axilas de las hojas tienen sólo la mitad del tamaño de sus hojas protectoras, lo que distingue a esta especie de la Saxifraga bryoides. Las flores miden hasta 2 cm de diámetro y se encuentran por separado en algunos ápicess de tallos largos y erectos con unas hojas de pequeño tamaño. Cada flor tiene cinco lóbulos del cáliz y cinco amplios pétalos de color blanco o crema con una mancha amarilla cerca de la base y, a veces con una serie de manchas amarillas. Los diez estambres en dos verticilos, uno ligeramente más largo que el otro. El ovario es superior y el fruto es una cápsula de dos celdas. Florece en junio y julio.

## Distribución y hábitat
Saxifraga aspera es predominantemente una planta de la tundra ártica. Es una de las únicas dos especies en la sección Trachyphyllum (la otra es Saxifraga bryoides) se expande en Europa occidental, donde se encuentra en altitudes de entre 1.400 y 3.000 metros (4.600 y 9.800 pies) en los Alpes, los Pirineos y los Apeninos septentrionales. La planta normalmente crece sobre rocas húmedas y grava en las orillas de los arroyos, pero a veces se encuentra creciendo en el césped donde prefiere condiciones ácidas y evita los suelos calcáreos.

## Taxonomía
Saxifraga aspera fue descrita por Carlos Linneo y publicado en Sp. Pl. 1: 402. 1753
Etimología
Saxifraga: nombre genérico que viene del latín saxum, ("piedra") y frangere, ("romper, quebrar"). Estas plantas se llaman así por su capacidad, según los antiguos, de romper las piedras con sus fuertes raíces. Así lo afirmaba Plinio, por ejemplo.
aspera: epíteto latino que significa "rugosa".
Sinonimia
- Ciliaria aspera (L.) Haw.
- Saxifraga aspera subsp. etrusca (Pignatti) Foggi & P.Romagnoli
- Saxifraga etrusca Pignatti
- Saxifraga hugueninii Brügger[6]